# Indice de disparité de la consommation
Pour les articles homonymes, voir IDC.
L'indice de disparité des dépenses de consommation (abrégé IDC) est un indice calculé par CCI France, qui permet de corriger une moyenne de consommation nationale d’un produit (calculée par l’INSEE) pour tenir compte des disparités sociales et régionales en ce qui concerne la consommation d'un produit X. Un indice supérieur à 100 (ou à 1, cela dépend de la base choisie pour l'indice) pour une région et pour un produit X signifie que la région est plus consommatrice du produit que la moyenne nationale. Inversement, un indice inférieur à 100 signifie que la zone est moins consommatrice de ce produit que la moyenne nationale.
Le calcul tient compte de l'âge, du niveau de revenu, de la composition des ménages et de la nature de leur résidence.
Cet indice rentre dans le calcul du chiffre d'affaires potentiel d'une entreprise à partir de sa zone de chalandise. Il constitue donc une aide à l'implantation commerciale dans le cadre de projets de création d'entreprise et de développement d'activité.

## Calcul à partir de l'indice
Exemple : 
- La moyenne de consommation nationale d'un produit X par an : 250 €
- L'IDC (sur base 100) de ce produit dans la région étudiée : 98

Formule
{\displaystyle {\frac {IDC}{100}}*} moyenne de consommation nationale

Calcul
{\displaystyle {\frac {98}{100}}*250=245}€

La consommation du produit X dans cette région est donc de 245 € par an.